# Cavasteron mjoebergi
Cavasteron mjoebergi är en spindelart som beskrevs av Baehr och Rudy Jocqué 2000. Cavasteron mjoebergi ingår i släktet Cavasteron och familjen Zodariidae.
Artens utbredningsområde är Western Australia. Inga underarter finns listade i Catalogue of Life.